# شنای آکای
شنای آکای (انگلیسی: Şenay Akay؛ زادهٔ ۱۶ اوت ۱۹۸۰) بازیگر، و مدل (شخص) اهل ترکیه است.